# 星山博之
星山 博之（ほしやま ひろゆき、1944年5月13日 - 2007年2月7日）は、東京都出身の日本の男性脚本家。主にテレビアニメを手掛けた。日本脚本家連盟会員。

## 来歴・人物
中央大学文学部中退。大学4年生の頃に友人のりんたろうに誘われて、アニメ制作会社虫プロへ遊びに行った事がきっかけで、大学を中退しアニメ界に入る。富野由悠季とはその頃からの同僚。1967年に虫プロへ入社。文芸製作部に所属して、テレビアニメ『ムーミン』『さすらいの太陽』などの文芸担当を務める。1973年に虫プロが倒産してからは、フリーとして活動した。虫プロ出身者で作ったアニメ製作会社日本サンライズのロボットアニメには、1970年代終盤から1980年代にかけて多くを執筆。富野由悠季監督作品、高橋良輔監督作品、神田武幸監督作品といったサンライズ作品の多くを手がけた。サンライズ作品以外にも、東映動画などでも脚本を執筆し、ジャンルもロボットものからファミリーもの、ギャグものまで幅広い。
また、古きよきヨーロッパの映画のテイストが好みだったらしく、作品にもよくそれが現れている。特にイタリア映画のネオレアリズモにのめり込んだためか、『機動戦士ガンダム』においてカイ・シデンとミハル・ラトキエのエピソードにおいて、ヴィットリオ・デ・シーカ監督の代表作『自転車泥棒』のような話がやりたいという発案から来たのは有名な話である。
晩年には自身の著作本『星山博之のアニメシナリオ教室』で「アニメに求められているのは、案外『普遍性』なのだ」と述べた。また、小説家だった大河内一楼が、脚本家に転向する際に、星山が執筆した脚本を100回も読んで「アニメの脚本の書き方」を学んだという。
1999年に、ガンダムシリーズ放映20周年を記念した原点回帰を意図した作品『∀ガンダム』を製作するに当たって、富野由悠季が最初にコンタクトをとった人物でもある。
2007年2月7日、62歳で逝去。

## 作風
自分が脚本を書いた作品について、星山は「僕が関わった作品は雰囲気がどこかやさしくなる」と語っており、『銀河漂流バイファム』の優しげな演出を見た富野も、自分の作品にこの作風が欲しかったようで嫉妬を抱いたと供述している。
主人公に「僕」の一人称を使う人物が多く、できるだけ乱暴な口調を避けた優しい言葉づかいが特徴。

## 主な作品

### テレビアニメ
- ムーミン（1969-70年）
  - 63話
- ムーミン（1972年）
  - 51話
- さすらいの太陽（1971年）
  - 1、4、16、20話
- ハゼドン（1972-1973年）
  - 16話
- 星の子チョビン（1974年）
  - 19話
- ど根性ガエル（1972-74年）
  - 101話
- まんが日本昔ばなし（1975年）
  - 4話
- マグネロボ ガ・キーン（1976-77年）
  - 9、14、16、22、29、33、37話
- ジェッターマルス（1977年）
  - 25話
- 超人戦隊バラタック（1977-78年）
  - 7話、13話、21話、28話
- 無敵超人ザンボット3（1977-78年）
  - 14話 スカーフよ永遠になれ
  - 18話 アキと勝平
  - 21話 決戦!神ファミリー
- キャプテン・フューチャー（1978-79年）
  - 17、18、19、20、37、38、39、40話
- 無敵鋼人ダイターン3（1978-79年）
  - 2話 コマンダー・ネロスの挑戦
  - 5話 赤ちゃん危機一髪
  - 8話 炎の戦車に散るジーラ
  - 10話 最後のスポットライト
  - 12話 遥かなる黄金の星
  - 14話 万丈、オーロラへ飛べ
  - 16話 ブルー・ベレー哀歌
  - 18話 銀河に消えた男
  - 19話 地球ぶった切り作戦
  - 21話 音楽は万丈を征す
  - 23話 熱き炎が身をこがす
  - 26話 僕は僕、君はミレーヌ
  - 27話 遠き日のエース
  - 32話 あの旗を撃て！
  - 36話 闇の中の過去の夢
- 科学冒険隊タンサー5（1979-80年）
  - 2、11、14、17、21、25、26、34（最終）話
- ザ☆ウルトラマン（1979-80年）
  - 3、9、13、22、23、30、33話
- 機動戦士ガンダム（1979-80年）チーフシナリオライター・脚本
  - 1話 ガンダム大地に立つ!
  - 5話 大気圏突入
  - 9話 翔べ! ガンダム
  - 13話 再会、母よ……
  - 19話 ランバ・ラル特攻!
  - 23話 マチルダ救出作戦
  - 27話 女スパイ潜入
  - 31話 ザンジバル、追撃!
  - 34話 宿命の出会い
  - 42話 宇宙要塞ア・バオア・クー
  - 43（最終）話 脱出
- ムーの白鯨（1980年）
  - 1、2、5、8、9、12、13、14、19、25、26（最終）話
- 鉄腕アトム[第2作]（1980-81年）
  - 16、23話
- 無敵ロボ トライダーG7（1980-81年） シリーズ構成・脚本
  - 1、2、4、6、10、13、18、19、20、27、30、34、36、39、48、50（最終）話
- 最強ロボ ダイオージャ（1981-82年）
  - 1、5、12、14、22、27、29、38、47、49、50（最終）話
- うる星やつら（1981-86年）
  - 1、2、12、25、26、33、34、62、75、93、97、99話
- 太陽の牙ダグラム（1981-83年） 原作（連名）・脚本
  - 2、3、6、9、13、16、19、20、24、25、30、33、34、37、39、45、48、51、54、56、57、61、66、69、70、73、74、75（最終）話
- わが青春のアルカディア 無限軌道SSX（1982-1983年）
  - 14、16、17、20話
- 超時空要塞マクロス（1982-83年）
  - 18、22、28、33話
- 銀河漂流バイファム（1983-84年） 原作・脚本
  - 1、2、5、16、22、23、24、25、31、35、37、38、40、43、45、46（最終）話
- ゴッドマジンガー（1984年）
  - 7、10、12、13、15、16、17、18、20、22話
- 超力ロボ ガラット（1984-85年）
  - 1、5、11、15、20、22、23、25（最終）話
- Gu-Guガンモ（1984-85年）
  - 25、37、48話
- ダーティペア（1985年）
  - 2話
- ゲゲゲの鬼太郎[第3作]（1985-88年）
  - 1、6、8、12、16、18、26、30、33、34、37、42、45、48、51、55、56、57、60、63、67、68、72、74、77、81、84、87、90、94、97、101、104、105、108（最終）話
- 蒼き流星SPTレイズナー（1985-86年）
  - 1、4、9、13、16、20、25、26、28、32、36話
- 機甲戦記ドラグナー（1987-88年）
  - 2、5、8、10、14、16、19、26、31、36、40、45話
- シティーハンター（1987-88年）
  - 1、7、16、21、29、33、45話
- シティーハンター2（1988-89年）
  - 9話
- それいけ!アンパンマン（1988年-)
  - 83、87話
- ひみつのアッコちゃん[第2作]（1988-89年）
  - 1、14、19、29、34、44、50、58、61（最終）話　(TVサントラ「ハートときめき少年トリオ」作詞)
- おそ松くん[第2作]（1988-89年）
  - 1、3、7、9、12、16、22、26、31、36、41、44、47、53、58、63、69、71、75、84話
- トランスフォーマー 超神マスターフォース（1988-89年）シリーズ構成・脚本
  - 1、6、10、14、15、20、23、27、30、37話
- 戦え!超ロボット生命体 トランスフォーマーV（1989年）シリーズ構成・脚本
  - 1、7、11、19、27、37話
- かりあげクン（1989-90年）[1]
  - 1-1、4-3、8-1、30-1、32-3、33-3、37-3、42-3、45-2、54-1、56-1、59-3話（3話放送の内、ハイフン以降が担当分）
- 機動警察パトレイバー[テレビ版]（1989-90年）
  - 5話
- 平成天才バカボン（1990年）
  - 1、5、11、18、23話
- カラス天狗　カブト（1990年）
  - 1話
- 新世紀GPXサイバーフォーミュラ（1991年） シリーズ構成・脚本
  - 1、2、7、10、17、22、23、29、30、36、37（最終）話
- おれは直角（1991年）
  - 2、8、14、32話
- 太陽の勇者ファイバード（1991-92年）
  - 4、9、16、24、31話
- ゲッターロボ號（1991-92年）
  - 1、5、9、12、16、20、24、29、34、38、39、41、45、50（最終）話
- 妖精ディック（1992年）
  - 6、7、10、18話
- クッキングパパ（1992-1995年）
  - 5、8、9話
- しましまとらのしまじろう（1993年-2008年)
  - 14話
- 覇王大系リューナイト（1994-95年） シリーズ構成・脚本
  - 1、2、7、14、17、23、27、37、41、42、47、51、52（最終）話
- おまかせスクラッパーズ（1994-95年） シリーズ構成・脚本
  - 1、2、6、11、12、17、22、27、31、35、39（最終）話
- バケツでごはん（1996年）
  - 1、5、8話
- 爆走兄弟レッツ&ゴー!!（1996年） シリーズ構成
  - 1、5、8、13、17、27、28、34、36、41、46、51話
- 爆走兄弟レッツ&ゴー!!WGP（1997年）シリーズ構成
  - 53、59、65、66、71、74、80、86、87、95、102話
- 銀河漂流バイファム13（1998年） 原作・脚本
  - 2、3、7、11、14、17、21、25、26（最終）話
- 爆走兄弟レッツ&ゴー!!MAX（1998年） シリーズ構成
  - 1、8、11、17、21、27、28、35、41、45、51（最終）話
- ∀ガンダム（1999-2000年）
  - 1話 月に吠える
  - 5話 ディアナ降臨
  - 9話 コレン、ガンダムと叫ぶ
  - 12話 地下回廊
  - 19話 ソシエの戦争
  - 21話 ディアナ奮戦
  - 28話 託されたもの
  - 29話 ソレイユのふたり
  - 35話 ザックトレーガー
  - 41話 戦いの決断
  - 46話 再び、地球へ
- パチスロ貴族 銀（2001年） シリーズ構成（1-5話）
  - 1、4話

### 劇場アニメ
- 機動戦士ガンダム（1981年）
- 機動戦士ガンダムII 哀・戦士編（1981年）
- 機動戦士ガンダムIII めぐりあい宇宙篇 （1982年）
- テクノポリス21C (1982年)
- ドキュメント 太陽の牙ダグラム （1983年）
- ジャスティ（1985年）
- ゲゲゲの鬼太郎（1985年）
- ゲゲゲの鬼太郎 最強妖怪軍団!日本上陸!!（1986年）
- ゲゲゲの鬼太郎 妖怪大戦争（1986年）
- ゲゲゲの鬼太郎 激突!!異次元妖怪の大反乱（1986年）
- ダーティペア（1987年）
- 機動戦士SDガンダム（1988年）
- おそ松くん（1989年）
- ひみつのアッコちゃん 海だ! おばけだ!! 夏祭り（1989年）
- ゲゲゲの鬼太郎 大海獣（1996年）
- ∀ガンダムI 地球光（2002年）
- ∀ガンダムII 月光蝶（2002年）

### オリジナルビデオアニメ
- メガゾーン23（1985年）
- メガゾーン23 PartII 秘密く・だ・さ・い（1986年）
- 銀河漂流バイファム 消えた12人（1986年）
- ダーティペア（1987-88年） シリーズ構成
  - 1、5、10話　(脚本)
- ヴァンパイヤー戦争（1991年）
- LILY-C.A.T.（1987年）
- 新世紀GPXサイバーフォーミュラ11（1992年）
- 新世紀GPXサイバーフォーミュラZERO（1994年）
- ハローキティシリーズ
  - ハローキティのハッピー! 仮装大会
  - ハローキティの夢どろぼう
  - ハローキティのアルプスの少女ハイジ
  - ハローキティのアルプスの少女ハイジ2 〜クララとの出会い〜
  - ハローキティの小公女
  - ハローキティの白雪姫
  - ハローキティの郵便屋さんありがとう
  - ハローキティの不思議の国のアリス
  - ハローキティのサーカスがやってきた
  - ハローキティのロンドンにおりた宇宙人
  - ハローキティのすてきな姉妹
  - ハローキティのかぐや姫
  - ハローキティの夢のお城の王子さま
  - ハローキティのみんなの森をまもれ!
  - ハローキティのパパなんて大きらい

## 著作
- 星山博之のアニメシナリオ教室（2007/6、雷鳥社）
  - ISBN 978-4844134350
  - 『機動戦士ガンダム』第13話の脚本、および『銀河漂流バイファム』『新世紀GPXサイバーフォーミュラ』の企画書を収録。
- 学研ひとりよみ名作シリーズ
  - マッチうりのしょうじょ
    - ハードカバー版（1978年）：ISBN 978-4050033782 ソフトカバー版（2000年）：ISBN 978-4052012969

  - ちびくろさんぼ（1979年）
    - ISBN 978-4050033805

  - はだかのおうさま（1979年）
  - あかずきん
    - ハードカバー版（1980年）：ISBN 978-4-05-003389-8 ソフトカバー版（2000年）：ISBN 978-4052012884
- 太陽の牙ダグラム（ソノラマ文庫）
  - 第1巻（1983年）：ISBN 978-4257762454 第2巻（1984年）：ISBN 978-4257762652
- ハローキティのロンドンにおりた宇宙人（1992/7、サンリオ）
  - ISBN 978-4387921721
- 地球の朝は今（1981-82年）
  - アニメ雑誌『アニメック』（ラポート刊）18-23号に連載された小説。全6回。

## インタビューなど
- 太陽の牙ダグラム DVD-BOX The 25th anniversary memory (2006/11)
  - 映像特典「STAFF座談会」にて、2006年に行われた高橋良輔、塩山紀生を交えた座談会を収録。
- ガンダム者 ガンダムを創った男たち（Web現代「ガンダム者」取材班編、講談社、2002年）
  - ISBN 978-4063301816
- 機動戦士ガンダム記録全集（サンライズ、1979-80年）
- ∀の癒し（富野由悠季、角川春樹事務所、2000年）
  - 単行本：ISBN 978-4894561892 文庫版（2002年）：ISBN 978-4894569652
  - 『∀ガンダム』制作時の星山氏についての言及がある。
- ニュータイプ100%コレクション　∀ガンダム vol.2
  - 『∀ガンダム』制作についてのインタビュー。